# Budhpura
Budhpura là một thị trấn thống kê (census town) của quận Bundi thuộc bang Rajasthan, Ấn Độ.

## Nhân khẩu
Theo điều tra dân số năm 2001 của Ấn Độ, Budhpura có dân số 4387 người. Phái nam chiếm 54% tổng số dân và phái nữ chiếm 46%. Budhpura có tỷ lệ 25% biết đọc biết viết, thấp hơn tỷ lệ trung bình toàn quốc là 59,5%: tỷ lệ cho phái nam là 35%, và tỷ lệ cho phái nữ là 13%. Tại Budhpura, 20% dân số nhỏ hơn 6 tuổi.